# Illegal (Shakira)
Illegal is de derde en laatste single uitgegeven van Shakira's tweede Engelstalige album Oral Fixation, Vol. 2 (2005).

## Thema
De tekst van het nummer gaat over een man die haar gebruikt. Het is illegaal om een hart van een vrouw te breken.